# Sondernohe

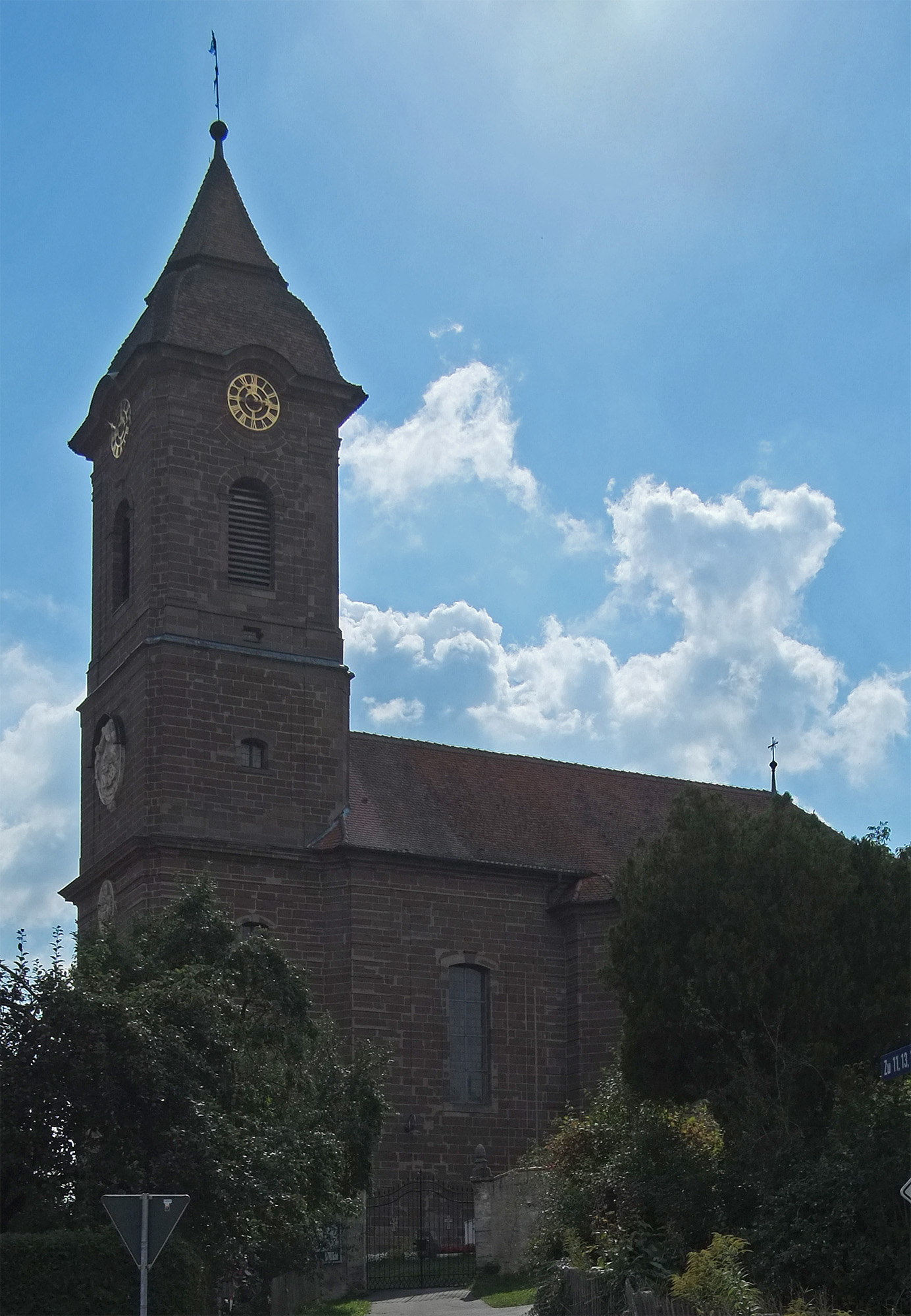
Ehemalige Pfarrkirche Mariä Himmelfahrt

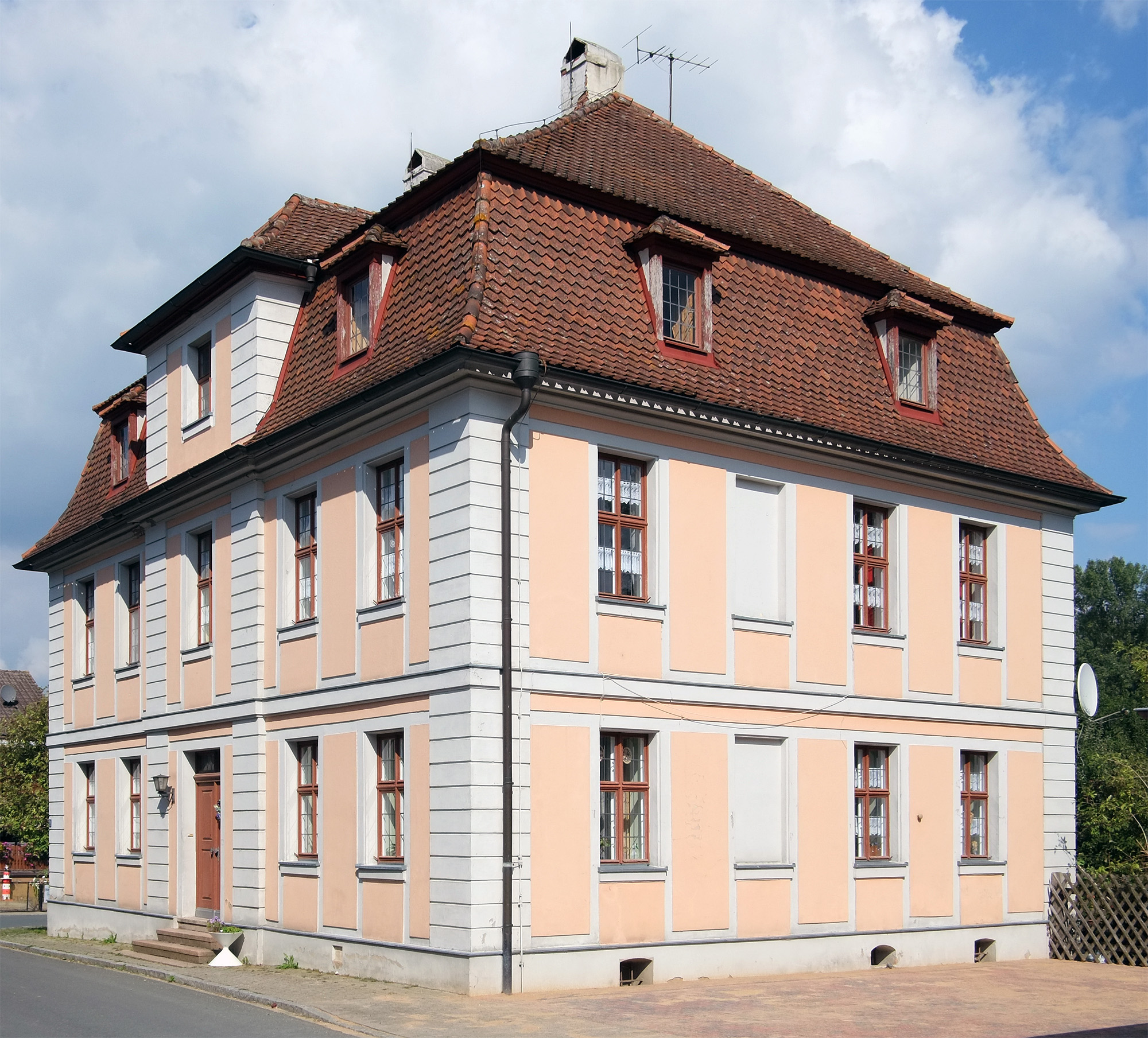
Pfarrhaus

Sondernohe (fränkisch: Sunna-noh) ist ein Gemeindeteil des Marktes Flachslanden im Landkreis Ansbach (Mittelfranken, Bayern). Die Gemarkung Sondernohe hat eine Fläche von 3,204 km². Sie ist in 411 Flurstücke aufgeteilt, die eine durchschnittliche Fläche von 7795,33 m² haben.

## Geografie
Das Kirchdorf liegt im Talgrund des Kemmathbaches, eines rechten, ungefähr nach Nordosten fließenden Zuflusses der Zenn. Unmittelbar vor dem Ort mündet in diesen von rechts und Süden der Virnsberger Bach. Der Ort steht in einer Engstelle des Kemmathbachtals und ist wie in einer Zange vom an der östlichen Ortsgrenze ansteigenden Bergsporn mit den Waldgebieten Platte und Silberleinswald und dem 0,75 km vom westlichen bis auf 420 m ü. NHN ansteigenden Brachberg eingefasst. 0,2 km nordöstlich der Kirche steht ein Speierling, der als Naturdenkmal ausgezeichnet ist.
Die Kreisstraße AN 21/NEA 38 führt über Boxau und Virnsberg zur Staatsstraße 2245 (2 km südlich) bzw. am Hörhof und der Binsmühle vorbei nach Unteraltenbernheim zur Staatsstraße 2413 (2,5 km nördlich). Eine Gemeindeverbindungsstraße führt an Esbach und Brachbach vorbei nach Obernzenn zur Staatsstraße 2253 (4 km westlich).

## Geschichte
Der Ort wurde 1287 als „Sunderna“ erstmals urkundlich erwähnt. Der Ortsname ist eine Lageangabe (zu dem südlichen Bach, womit der Kemnathbach gemeint war).
Das Kloster Heilsbronn erwarb in Sondernohe sechs Anwesen, von denen vier im Dreißigjährigen Krieg verödeten und verfielen. Es wird auch von einem Klosterhof mit Weinberg und Fischweihern berichtet, der ebenfalls dem Kloster Heilsbronn gehörte.
Der Pfarrbeschreibung zufolge hatte Sondernohe bereits im Spätmittelalter eine eigene Kirche, die ursprünglich dem Heiligen Vitus, später dem Heiligen Ägidius geweiht und eine Filiale von Obernzenn war. 1408 erhob der damalige Bischof von Würzburg, Johann I. von Egloffstein, Sondernohe zur Pfarrei und überließ sie dem Deutschorden, der das Patronatsrecht ausübte. Zur Pfarrei Sondernohe gehörten Neustetten, Hainklingen, Schmalenbühl, Boxau, Kemmathen und Virnsberg.
Gegen Ende des 18. Jahrhunderts gab es in Sondernohe 27 Anwesen. Das Hochgericht übte die Obervogteiamt Virnsberg aus. Die Dorf- und Gemeindeherrschaft hatte die Deutschordenskommende Virnsberg. Grundherren waren die Deutschordenskommende Virnsberg (23 Anwesen: Kirche, Pfarrhaus, Pfarrgut, 2 Höfe, 1 Dreiviertelhof, 1 Halbhof, 1 Gut, 5 Gütlein, 2 Häckersgütlein, 6 Häuser, 1 Gemeindehirtenhaus), die Pfarrei Obernzenn (1 Gütlein) und die Pfarrei Sondernohe (2 Güter, 1 Gütlein).
1806 kam Sondernohe an das Königreich Bayern. Im Rahmen des Gemeindeedikts wurde 1808 der Steuerdistrikt Sondernohe gebildet, zu dem Binsmühle, Brachbach, Esbach, Hörhof, Schafhof, Unteraltenbernheim und Wimmelbach gehörten. Die Ruralgemeinde Sondernohe entstand 1811 und war deckungsgleich mit dem Steuerdistrikt. Sie war in Verwaltung und Gerichtsbarkeit dem Landgericht Ansbach zugeordnet und in der Finanzverwaltung dem Rentamt Ansbach (1919 in Finanzamt Ansbach umbenannt). Mit dem Zweiten Gemeindeedikt (1818) kam es zu folgenden Veränderungen:
- Unteraltenbernheim bildet mit Binsmühle, Hörhof und Wimmelbach eine Ruralgemeinde;
- Brachbach und Esbach kommen zur Ruralgemeinde Oberaltenbernheim;
- Sondernohe zur Ruralgemeinde Virnsberg.

1820 stellte Sondernohe einen Antrag auf Abspaltung von Virnsberg und Wechsel ins Landgericht Windsheim, was jedoch abgelehnt wurde. Am 12. Juni 1824 wurde Sondernohe wieder eine eigene Ruralgemeinde. 1833 beantragten Götteldorf, Sondernohe, Unternbibert und Virnsberg einen Wechsel ins Landgericht Markt Erlbach, was ebenfalls abgelehnt wurde. Ab 1862 gehörte Sondernohe zum Bezirksamt Ansbach (1939 in Landkreis Ansbach umbenannt). Die Gerichtsbarkeit blieb bis 1870 beim Landgericht Ansbach, von 1870 bis 1879 war das Stadt- und Landgericht Ansbach zuständig, seit 1880 ist es das Amtsgericht Ansbach. Die Gemeinde hatte 1964 eine Gebietsfläche von 3,172 km². Am 1. Mai 1978 wurde Sondernohe im Zuge der Gebietsreform in Bayern nach Flachslanden eingemeindet.

### Baudenkmäler
- römisch-katholische Pfarrkirche Mariä Himmelfahrt: im 18. Jahrhundert im spätbarocken-frühklassizistischen Stil anstelle der alten Kirche erbaut. In die dortige Friedhofsmauer eingelassen, klassizistischer Grabstein der Karoline Franziska Dorothea von Parkstein verheiratete von Isenburg-Birstein (1762–1816), einer natürlichen Tochter des Kurfürsten Karl Theodor von Kurpfalz-Bayern[16]
- Haus Nr. 10: eingeschossige Fachwerk-Scheune des 18. Jahrhunderts mit Krüppelwalm[16]
- Haus Nr. 11: ehemalige Ölmühle des Deutschen Ordens, zweigeschossiger Bau, bezeichnet 1678, mit Fachwerkobergeschoss und Krüppelwalm[16]
- Haus Nr. 25: Pfarrhaus mit Pfarrscheune[16]
- Haus Nr. 26: ehemaliges Schulhaus in der Grundform von 1794, eingeschossiger Bau mit Krüppelwalm[16]
- Bildstöcke:[16]
  - im Garten des Hauses Nr. 8 auf Sockel Josefsstatue aus Sandstein von 1746
  - St.-Georgs-Marter: Verputzter Backstein-Bildstock der Mitte des 18. Jahrhunderts mit leerer Bildnische nordwestlich des Ortes an Feldweggabelung
  - Sandsteinbildstock bezeichnet 1702, mit Christuskopf-Relief sowie Wappen mit Hufeisen
  - am Kirchen- und Totenweg nach Virnsberg, 500 m südlich der Ortschaft[17]
- Wegkapelle: Arme-Seelen-Kapelle, Mitte des 18. Jahrhunderts, westlich der Kirche. Einfacher Bau mit durch schmiedeeisernes Gitter geschlossener Apsidial-Nische, leicht bügelartig geschwungenem Gesims und Zierobelisk-Aufsätzen an den Ecken; darin spätgotische Muttergottes auf der Mondsichel mit Fassung des 19. Jahrhunderts[16]

### Bodendenkmäler
In der Gemarkung Sondernohe gibt es ein Bodendenkmal:
- Burgstall, vermutlich Turmhügel auf der Bergnase des Brachberges[16]

### Einwohnerentwicklung
| Jahr      | 1818   | 1840   | 1852   | 1855   | 1861   | 1867   | 1871   | 1875   | 1880   | 1885   | 1890   | 1895   | 1900   | 1905   | 1910   | 1919   | 1925   | 1933   | 1939   | 1946   | 1950   | 1952   | 1961   | 1970   | 1987   | 2011 | 2017 | 2022  |
| Einwohner | 143    | 166    | 175    | 165    | 191    | 177    | 170    | 171    | 192    | 197    | 187    | 174    | 162    | 162    | 174    | 208    | 203    | 166    | 142    | 210    | 207    | 192    | 165    | 159    | 153    | 151  | 160  | 157   |
| Häuser    | 27     | 32     |        |        |        |        | 33     |        |        | 37     | 36     |        | 35     |        |        |        | 34     |        |        |        | 35     |        | 35     |        | 44     |      |      |       |
| Quelle    | [ 19 ] | [ 20 ] | [ 21 ] | [ 21 ] | [ 22 ] | [ 23 ] | [ 24 ] | [ 25 ] | [ 26 ] | [ 27 ] | [ 28 ] | [ 21 ] | [ 29 ] | [ 21 ] | [ 30 ] | [ 21 ] | [ 31 ] | [ 21 ] | [ 21 ] | [ 21 ] | [ 32 ] | [ 21 ] | [ 33 ] | [ 34 ] | [ 35 ] |      |      | [ 2 ] |

## Religion
Der Ort ist römisch-katholisch geprägt und Sitz der Pfarrei Mariä Himmelfahrt. Die Einwohner evangelisch-lutherischer Konfession waren ursprünglich nach St. Martin (Unteraltenbernheim) gepfarrt, heute ist die Pfarrei St. Laurentius (Flachslanden) zuständig.